# Moulage par transfert de résine
Le moulage par transfert de résine (Resin transfer molding (RTM) en anglais) est un procédé de fabrication de pièces en matériaux composites. C'est un procédé industriel d'injection à basse pression de résine liquide dans un moule rigide et fermé. Ce procédé permet d'obtenir des pièces composites de dimensions précises et présentant un bel état de surface sur toute leur surface. Il convient particulièrement pour les petites et moyennes séries.

## Matières utilisées
Un matériau composite est constitué d'un renfort (des fibres) et d'une matrice (une résine).
À la différence des techniques utilisant des fibres de renfort pré-imprégnées (fils ou tissus déjà chargés de résine), le procédé RTM utilise des renforts secs, c'est-à-dire que l'apport de résine se fait en phase finale du procédé, une fois la structure de renfort de la pièce entièrement construite.
Cette méthode permet d'utiliser et de manipuler facilement une grande variété de renforts : fils, nappes tissées (fils croisés de chaine et de trame) ou non tissées (fils parallèles ou sans croisements structurés), tresses ou une combinaison de ces sous-produits.
Les fibres utilisées dans ces sous-produits pouvant être des fibres synthétiques, telles que les fibres de verre, fibres de carbone ou fibres aramide ou plus rarement des fibres naturelles de type lin ou chanvre.
La résine est le plus fréquemment une résine époxyde.

## Mode opératoire
Le procédé RTM est mis en œuvre dans un moule rigide et fermé. La structure de renfort de la pièce est insérée et calée dans le moule. Le moule est ensuite fermé puis la résine est injectée sous pression en un ou plusieurs points. La résine migre alors dans l'empreinte du moule et imprègne toute la structure du renfort. L'injection de résine est stoppée lorsque l'empreinte du moule est complètement remplie. Le moule est alors chauffé puis maintenu en température le temps pour la résine thermodurcissable de durcir (réticulation).
Le moule peut alors être ouvert, et la pièce finie démoulée.
Il reste à effectuer un ébarbage de la pièce et éventuellement une post-cuisson pour donner à la pièce de meilleures propriétés mécaniques.

## Applications
Le procédé RTM est utilisé pour des pièces techniques du domaine aéronautique et spatial tels que capots et pièces de structure, et très récemment pour les aubes de turboréacteurs. Le procédé est utilisé dans le matériel de sport haut de gamme : cadres et fourches de vélo, skis, etc.
Il est également utilisé pour les automobiles haut de gamme ou ultra sportives : cellule habitacle, châssis, etc.